# Ашлин Гиър
Ашлин Гиър (на английски: Ashlyn Gere) е артистичен псевдоним на американската порнографска актриса Кимбърли Ашлин Маккерни (Kimberly Ashlyn McKarny), родена на 14 септември 1959 г. в Чери Пойнт, щата Северна Каролина, САЩ.
Завършва Университета на Невада в Лас Вегас с две специалности – Театрални изкуства и Комуникации.

## Награди
- 1993: AVN награда за изпълнителка на годината.[4]
- 1993: AVN награда за най-добра актриса (филм) – „Хамелеони“.[4]
- 1993: AVN награда за най-добра актриса (видео) – „Две жени“.[4]
- 1993: XRCO награда за изпълнителка на годината.[5]
- 1993: XRCO награда за най-добра актриса (единично изпълнение) – „Хамелеони“.[5]
- 1993: XRCO награда за най-добра секс сцена с двойка – „Не е Продължението“ (с Роко Сифреди).[5]
- 1993: XRCO награда за най-добра най-добра сцена – момиче/момиче – „Не е Продължението“ (с Дийдре Холанд).[5]
- 1995: AVN награда за най-добра актриса (филм) – „Масажистката 2“.[6]
- 1995: AVN награда за най-добра актриса (видео) – „Тяло и душа“.[6]
- 2002: Adam Film World награда за най-добра актриса (видео) – „Престъпление и страст“.[7]
- 2003: XRCO зала на славата.[8]